# Halina Kurkówna
Halina Kurkówna (ur. 24 listopada 1908 w Toruniu, zm. 11 września 1995 w Poznaniu) – polski bibliotekarz i filolog. Dyrektor Biblioteki Raczyńskich w Poznaniu (pierwsza kobieta na tym stanowisku).

## Życiorys
Pochodziła ze starej, ziemiańskiej rodziny pomorskiej. Ukończyła gimnazjum Sióstr Niepokalanek w Jarosławiu (1928). Była absolwentką Uniwersytetu Poznańskiego (filologia polska, 1938). W 1939 zatrudniła się w Bibliotece Raczyńskich, gdzie przepracowała cały okres wojenny. W 1948 została dyrektorem tej instytucji (na rok), a potem (do 1951 i w latach 1957-1958) była wicedyrektorem. Do emerytury kierowała Działem Zbiorów Specjalnych, gdzie pracowała jeszcze później, aż do śmierci. Porządkowała i opracowywała zbiory po zniszczeniach wojennych. Do jej największych osiągnięć należało stworzenie czytelni dziecięcej (trzeciej czytelni w bibliotece) oraz przyznanie instytucji obowiązkowego egzemplarza regionalnego. Brała też udział w opracowaniu programu rozbudowy Biblioteki Raczyńskich oraz stworzenia sieci jej placówek terenowych. 
Została odznaczona Odznaką Honorową Miasta Poznania, Medalem 30-lecia Polski Ludowej, Złotym Krzyżem Zasługi (1954) oraz Krzyżem Kawalerskim Orderu Odrodzenia Polski (1979).